# 佐々木愛 (声優)
佐々木 愛（ささき あい、1985年8月14日 - ）は、日本の女性声優。大阪府出身。青二プロダクション所属。夫は同じく声優の会一太郎。6代目三遊亭円楽は義父である。

## 経歴・人物
青二塾大阪校23期生として卒業後の2008年、『ゲゲゲの鬼太郎（第5作）』で声優デビュー。その後、テレビアニメやゲームなどの声優業、ナレーションなどで活躍。
2016年、同事務所所属の会一太郎（戸籍上の表記は「會一太郎」）と入籍。結婚によって本名が「會 愛（あい あい）」となったことから、珍名の持ち主としてバラエティ番組に出演したこともある。なお、結婚前から愛称は「あいあい」であった。
一人っ子である。

## 出演
太字はメインキャラクター。

### テレビアニメ
2008年
- ゲゲゲの鬼太郎（第5作）（50回転ズのファン）
- ねぎぼうずのあさたろう（2008年 - 2009年、子供、生徒、女の子、女中）

2009年
- 怪談レストラン（2009年 - 2010年、女の子、お天気お姉さん）
- ONE PIECE（2009年 - 2024年、娘、ミンク、子熊ミンク、母犬ミンク、トリスタン、コマネ）

2011年
- 青の祓魔師（女子生徒、女の子B）
- たまゆら〜hitotose〜（クラスメイト）

2013年
- 探検ドリランド -1000年の真宝- (魔族姫騎アデリア)

2014年
- いなり、こんこん、恋いろは。（女生徒A）

2015年
- 美少女戦士セーラームーンCrystal（女性）

2016年
- ドラゴンボール超（2016年 - 2017年、美人レポーター、レポーター、マルカリータ）

2024年
- 佐々木とピーちゃん（先輩）
- ちびまる子ちゃん（ママ）

### 劇場アニメ
- エト-eto-（女子アナウンサー）

### OVA
- 戦場のヴァルキュリア3 誰がための銃瘡（2011年、ヴァレリー・エインズレイ、カリサ・コンツェン）[10]

### Webアニメ
- 美少女戦士セーラームーンCrystal（2015年、女性）

### ゲーム
2009年
- Ys SEVEN（クルシェ）
- テイルズ オブ ザ ワールド レディアント マイソロジー2（ヒーローズボイス）
- テイルズ オブ バーサス（ワルキューレ）※ミニゲーム「Tales of WALL BREAKER」のみ
- ときめきメモリアル4

2010年
- アルトネリコ3 世界終焉の引鉄は少女の詩が弾く（アレーティア）
- イースvs.空の軌跡 オルタナティブ・サーガ（クルシェ）
- ゴッドイーター バースト（プレイヤーボイス）
- シェイプボクシング2 Wiiでエンジョイダイエット!（リナ）
- STORM LOVER
- 猛獣使いと王子様（ロッテ）

2011年
- グローランサーIV オーバーリローデッド（シドニー）
- スーパー戦隊バトル レンジャークロス（シンケンイエロー、ゴーオンシルバー）
- 戦場のヴァルキュリア3 -Unrecorded Chronicles-（ヴァレリー・エインズレイ、カリサ・コンツェン）
- たんていぶ THE DETECTIVE CLUB -探偵と幽霊と怪盗と-
- テイルズ オブ エクシリア
- Black Robinia（乾千奈津、弥生）
- 猛獣使いと王子様 〜Snow Bride〜（ロッテ）
- 猛獣使いと王子様 Portable（ロッテ）

2012年
- 幻想水滸伝 紡がれし百年の時（リスティル、ルージン、ミリエル）
- 新・剣と魔法と学園モノ。刻の学園（ロレッタ）
- 猛獣使いと王子様 〜Snow Bride〜 Portable（ロッテ）

2013年
- ゴッドイーター2（プレイヤーボイス）
- STORM LOVER 2nd

2015年
- オトカ♥ドール（お姫様ウエステ）
- MÚSECA（丹子）
- 猛獣使いと王子様 〜Flower & Snow〜（ロッテ）

2016年
- MÚSECA 1+1/2（丹子、ボーネ）
- 将棋RPG つめつめロード（カノン）

2017年
- スーパードラゴンボールヒーローズ（2017年 - 、マルカリータ）
- ゼノブレイド2

2019年
- スーパードラゴンボールヒーローズ ワールドミッション（マルカリータ）

2025年
- ORE'N（お姫様ウエステ）

### ドラマCD
- アルトネリコ3 世界終焉の引鉄は少女の詩が弾く side咲 〜After Story〜（レンディシャ）
- 英雄伝説 空の軌跡 クローゼ物語 〜翼、羽ばたく刻〜（女子生徒）
- The Epic of Zektbach Novel CD Series 〜Blind Justice〜（ニョア）
- デビルサマナー 葛葉ライドウ 対 隻眼化神
- 猛獣使いと王子様 ドラマCD 〜パン屋☆パニック!〜（ロッテ[15]）

### 吹き替え
- アン・ハサウェイ 魔法の国のプリンセス（エラ〈アン・ハサウェイ〉）※DVD版
- THE ICEMAN 氷の処刑人（デボラ・ペリコッティ〈ウィノナ・ライダー〉）
- 世界にひとつのロマンティック（アリス〈ジェシカ・ビール〉）

### ラジオ
- がちヨミ!デコよみ!?（ラジオ大阪：2011年8月5日 - 2012年1月27日）
- 戦場のラジキュリア（音泉：2013年4月10日 - 2015年3月18日）[16]

### ラジオドラマ
- 青山二丁目劇場 彼のペット（佐々木愛）

### ナレーション
- イケマル（江東CATV）
- ずばり!横濱（テレビ神奈川）
- 爽快!遺産登録（江東CATV）

### その他
- 声優チャット
- 人名探究バラエティー 日本人のおなまえっ!（2017年4月6日・2018年4月19日・2019年9月26日・2019年12月5日、NHK総合）
- さまぁ〜ずの神ギ問（2018年2月10日、フジテレビ）
- 水曜日のダウンタウン（2018年11月28日、TBSテレビ）